# 艾倫敦 (新澤西州)
艾倫敦（英語：Allentown）是位於美國新澤西州蒙茅斯縣的自治市鎮。

## 人口
根據2020年美國人口普查的數據，艾倫敦的面積為1.61平方千米，當中陸地面積為1.54平方千米，而水域面積為0.06平方千米。當地共有人口1734人，而人口密度為每平方千米1,077人。